# David Bass
David Bass (St. Louis, 11 settembre 1990) è un ex giocatore di football americano statunitense che ha militato nel ruolo di defensive end nella National Football League (NFL). Fu scelto nel corso del sesto giro (262º assoluto) del draft NFL 2013 dagli Oakland Raiders. Al college giocò a football alla Missouri Western University.

## Carriera professionistica

### Oakland Raiders
Bass fu scelto al sesto giro del draft 2013 dagli Oakland Raiders. Il 7 giugno firmò un contratto quadriennale del valore di 2,2 milioni di dollari, di cui 48.600 di bonus alla firma, ma il 1º settembre venne svincolato.

### Chicago Bears
Il 1º settembre 2013, Bass firmò con i Chicago Bears. Nella settimana 11 contro i Baltimore Ravens mise a segno il primo intercetto in carriera ai danni di Joe Flacco, ritornandolo per 24 yard in touchdown e contribuendo alla vittoria ai supplementari della sua squadra. La sua prima stagione si chiuse con 12 presenze (una come titolare) con 23 tackle e un sack. Nella successiva disputò 8 gare con 3 sack.

### Tennessee Titans
Nel 2015, Bass firmò con i Tennessee Titans, dove giocò per due stagioni.

### Seattle Seahawks
Nel 2017, Bass firmò con i Seattle Seahawks. Il 19 settembre dello stesso anno fu svincolato.

### New York Jets
Due giorni dopo, Bass firmò con i New York Jets.